# Pleuractis granulosa
Espèce
Pleuractis granulosa est une espèce de coraux appartenant à la famille des Fungiidae.